# (74281) 1998 SE126
(74281) 1998 SE126 – planetoida z pasa głównego asteroid okrążająca Słońce w ciągu 4,17 lat w średniej odległości 2,59 j.a. Odkryta 26 września 1998 roku.